# Nèrç
Nèrç (en francès Ners) és un municipi francès situat al departament del Gard i a la regió d'Occitània.